# Openluchtmuseum Atlantikwall

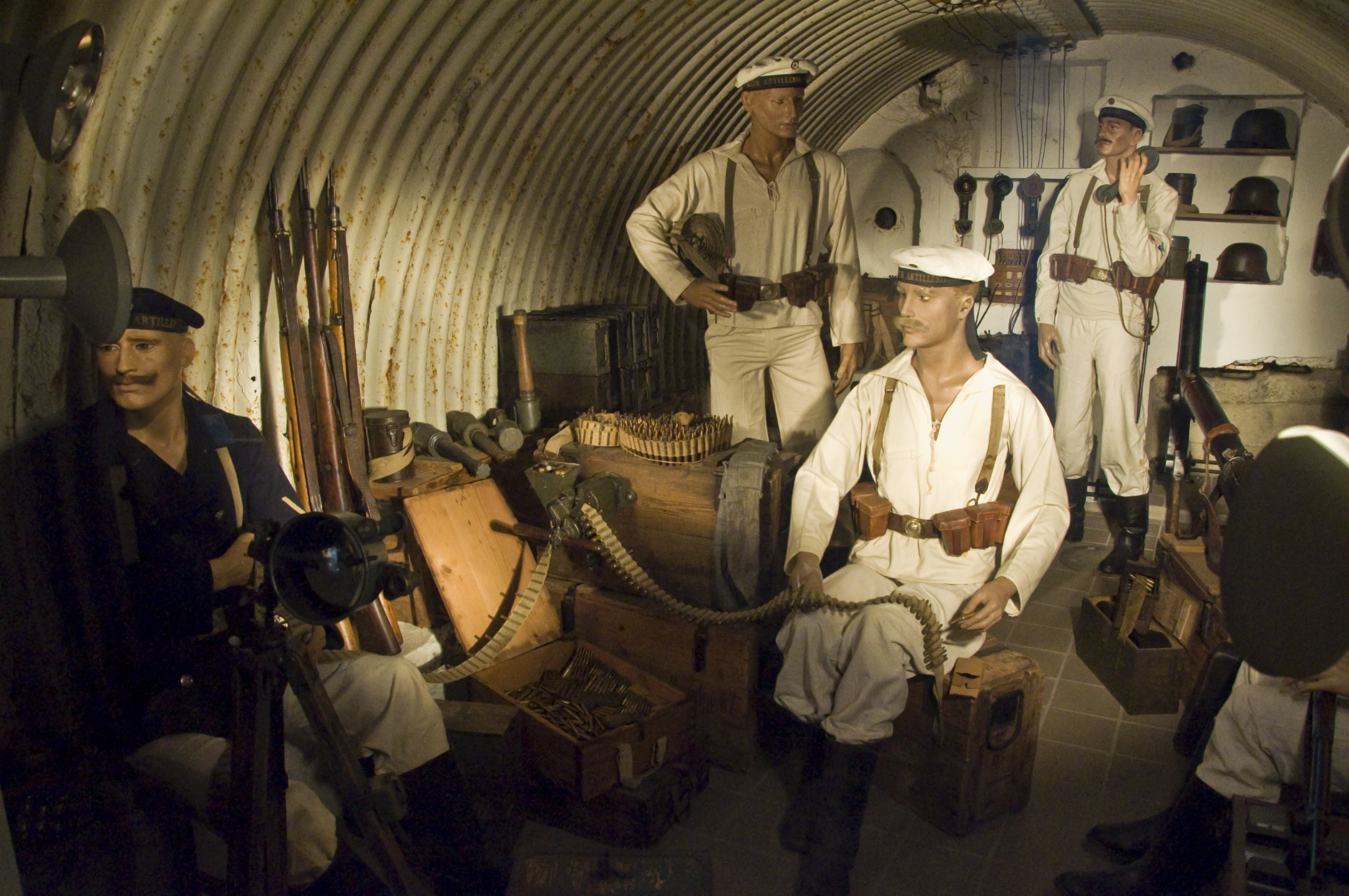
Een bomvrije schuilplaats van de batterij Aachen

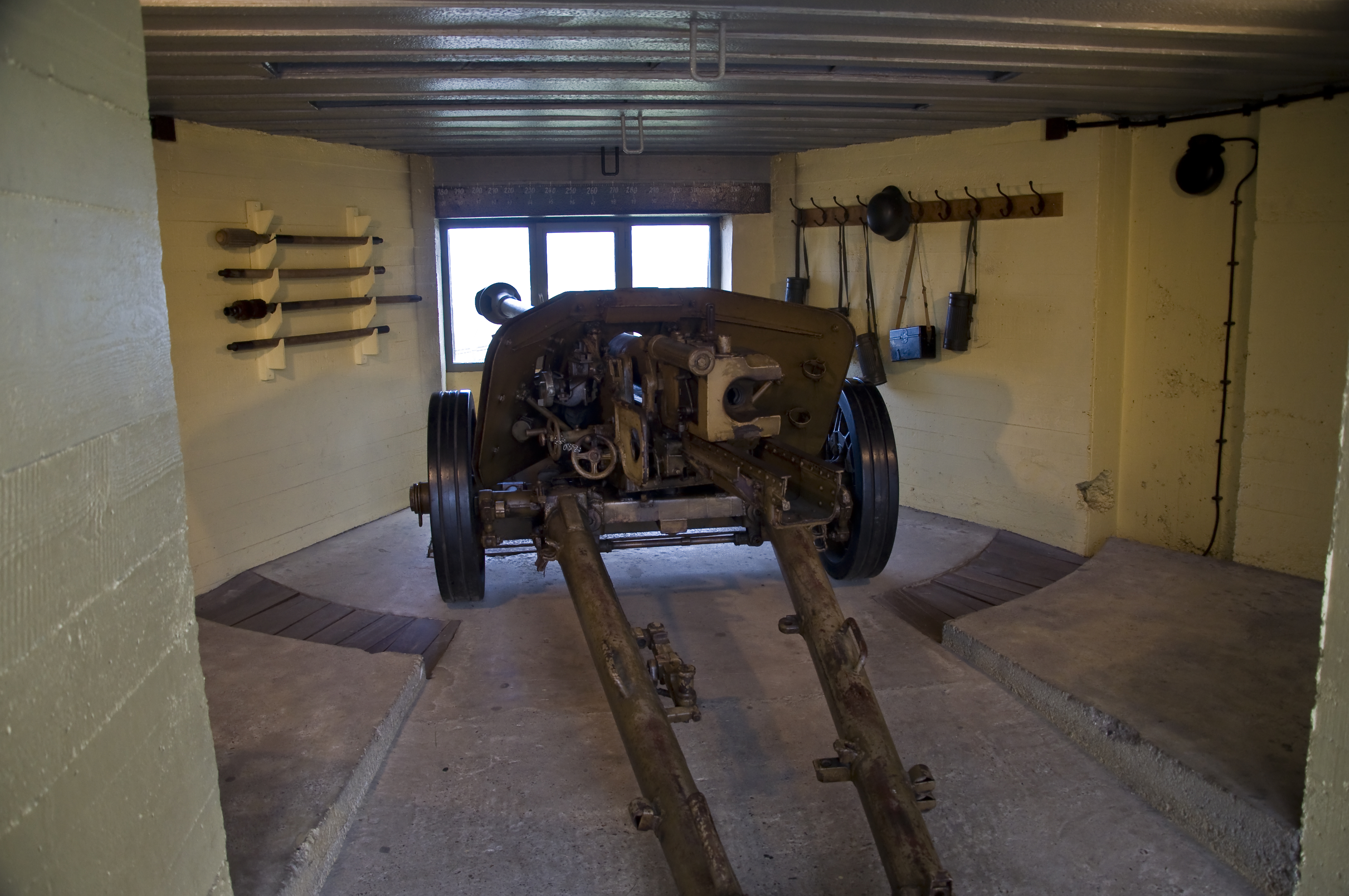
Een 7,5 cm Pak 40 in een bunker te Raversijde

Atlantikwall Raversyde is gelegen in Raversijde, een deelgemeente van de Belgische stad Oostende.
Het museum toont een deel van de Atlantikwall, een verdedigingsgordel uit de Tweede Wereldoorlog. Het is een geheel van bunkers en loopgraven, die gedeeltelijk in hun oorspronkelijke staat werden gerestaureerd. Ze bleven bewaard omdat Prins Karel, de eigenaar van de gronden, zich tegen de afbraak bleef verzetten.
Hier zijn ook stellingen uit de Eerste Wereldoorlog te zien, de batterij Aachen uit 1915, waarvan twee observatieposten, vier geschutsbeddingen en een bomvrije schuilplaats zijn bewaard. Met de bouw van de batterij werd gestart op 8 januari 1915 en eind april 1915 was het reeds operationeel. De kanonnen werden onder stalen koepels geplaatst ter bescherming. De geschutstellingen waren met een smalspoorweg verbonden met de verschillende munitieruimtes, die verstopt zaten in de duinen.
Van het Stützpunkt Bensberg uit de Tweede Wereldoorlog zijn personeelsbunkers en accommodaties bewaard. Ze werden gebruikt door Duitse geniesoldaten die instonden voor bunkerbouw. 
De goedbewaarde stellingen van de batterij Saltzwedel-neu uit 1941, verdedigden oorspronkelijk de Oostendse haven en werden na 1942 ingeschakeld in de Atlantikwall.